# Coenagrion tengchongensis
Coenagrion tengchongensis är en trollsländeart som beskrevs av Yu och Bu 2007. Coenagrion tengchongensis ingår i släktet blå flicksländor, och familjen sommarflicksländor. Inga underarter finns listade i Catalogue of Life.